# Sullivan (miasto)
Sullivan – miasto w Stanach Zjednoczonych, w stanie Wisconsin, w hrabstwie Jefferson.